# Kodeks Gwelferbytański B
Kodeks Gwelferbytański B, łac. Codex Guelferbytanus B (Gregory-Aland no. Q albo 026; von Soden ε 4) – grecki kodeks uncjalny Nowego Testamentu, paleograficznie datowany na V wiek. Zachowały się jedynie niektóre partie Ewangelii Łukasza i Ewangelii Jana. Tekst rękopisu został nadpisany i zachował się w palimpseście. Reprezentuje wczesną formę bizantyńskiej tradycji tekstualnej i jest rzadko cytowany we współczesnych wydaniach greckiego Nowego Testamentu.

## Opis
Pisany jest na pergaminowych kartach (26,5 x 21,5 cm), w dwóch kolumnach na stronę, w 28 linijkach w kolumnie. Zachowało się zaledwie 13 kart kodeksu . Litery Θ, Ε, Ο, Σ pisane są w skompresowanej formie, co jest odejściem od bardziej starożytnej formy zapisu. Tekst napisany jest majuskułą, ale literami mniejszymi niż w kodeksie Gwelferbytańskim A. Brak akcentów i przydechów, skryba popełniał błąd itacyzmu, stosował formy gramatyczne charakterystyczne dla tradycji aleksandryjskiej. Skróty oraz ligatury stosowane są według starożytnej maniery.
Tekst dzielony jest według sekcji Ammoniusza, których numery umieszczono na marginesie, nie posiada jednak odniesień do kanonów Euzebiusza. F.H.A. Scrivener przypuszczał, że oryginalny rękopis, który później zaginął, mógł zawierać Kanony Euzebiusza pisane czerwonym kolorem.
Zachodzi nieco podobieństw do kodeksu Gwelferbytańskiego A, oba są pisane w dwóch kolumnach na stronę, stosują sekcje Ammoniusza bez odniesień do kanonów Euzebiusza.
Zachowane fragmenty kodeksu
Ewangelia według Łukasza 4,34–5,4; 6,10–26; 12,6–43; 15,14–31; 17,34–18,15; 18,34–19,11; 19,47–20,17; 20,34–21,8; 22,27–46; 23,30–49;
Ewangelia według Jana 12,3–20; 14,3–22.
Tekst górny palimpsestu zawiera tekst Izydora z Sewilli (Origines i listy), podobnie jak Kodeks Gwelferbytański A. Dolny tekst palimpsestu przypadający na kodeks B nie zawsze jest czytelny .

## Tekst
Grecki tekst kodeksu reprezentuje bizantyńską tradycję tekstualną, z pewną liczbą aleksandryjskich naleciałości. Element aleksandryjski jest charakterystyczny dla późnych rękopisów aleksandryjskich, takich jak L lub 33. Niektóre z jego wariantów, charakterystycznych dla tradycji bizantyńskiej, mogą być rezultatem harmonizacji .
Według obliczeń F.H.A. Scrivenera tekst kodeksu zgadza się z A oraz B 50 razy, popiera B przeciwko A 38 razy, zgadza się z A przeciwko B w 75 miejscach. Hermann von Soden był zdania, że w Ewangelii Jana reprezentuje aleksandryjską tradycję tekstualną .
Kurt Aland dał mu profil tekstualny 51 51/2 02 2s. Profil ten oznacza, że rękopis pięć razy wspiera tekst bizantyński przeciwko oryginalnemu, nigdy nie wspiera oryginalnego przeciwko bizantyńskiemu, pięć razy zgodny jest z bizantyńskim i oryginalnym. Posiada dwa sobie właściwe warianty. W oparciu o ten profil, tekst rękopisu został zaklasyfikowany do V kategorii Alanda. Klasyfikacja nie jest pewna ze względu na fragmentaryczność rękopisu .
Według Claremont Profile Method przekazuje tekst mieszany, jednak metodą tą badany był tylko w partii przypadającej na Łk 20 ze względu na fragmentaryczność rękopisu. Łk 20 również nie jest kompletny.

## Historia
Griesbach datował rękopis na VI wiek. Gregory i Aland datowali go na V wiek, obecnie również INTF datuje go na V wiek .
Historia kodeksu związana jest z kodeksem Gwelferbytańskim A, wraz z którym posłużył za materiał dla tekstów Izydora. Rękopis stał się znany dla uczonych w połowie XVIII wieku, gdy został zauważony w bibliotece w Wolfenbüttel przez Heusingera, który badał tekst grecki palimpsestu i jako pierwszy sporządził jego opis. Sądził, że tekst grecki należał do jednego greckiego rękopisu i zawierał tekst czterech Ewangelii. Nie zauważył, że niektóre teksty się dublują. Cztery lata później Franz Anton Knittel (1721–1792) rozpoznał trzy greckie dolne teksty Nowego Testamentu, dwa z nich oznakował symbolami A i B, rozpoznał też gocko-łaciński tekst, znany odtąd jako Codex Carolinus.
Franz Anton Knittel w 1762 roku jako pierwszy zidentyfikował tekst palimpsestu (łącznie z kodeksem Gwelferbytańskim A). Tekst palimpsestu odczytał Tischendorf i wydał w roku 1860. Facsimile wydał Guglielmo Cavallo w 1967. W roku 2007 opublikowany został tekst Ewangelii Jana (jego nowy odczyt).
Na listę rękopisów Nowego Testamentu wprowadził go Johann Jakob Griesbach nadając mu siglum Q. Griesbach bazował na wydaniu Knitttela. Pod takim siglum figurował na liście Tregellesa, Tischendorfa, Scrivenera i początkowo Gregory'ego. W 1908 roku Gregory nadał mu siglum 026.
We współczesnych wydaniach greckiego Nowego Testamentu Nestle-Alanda jest rzadko cytowany. W NA27 zaliczony został do rękopisów drugiego rzędu cytowania. Jest cytowany w UBS4.
Obecnie kodeks przechowywany jest w Herzog August Bibliothek w Wolfenbüttel .